# تشيب جوبيرا
تشيب جويرا (بالإنجليزية: Chip Gubera)‏ هو مخرج ومنتج أفلام أمريكي ولد بتاريخ 7 أوكتوبر 1975 في جوبلن.

## أعماله
من أعماله فيلم سلاشر.كوم.

## وصلات خارجية
تشيب جوبيرا على موقع IMDb (الإنجليزية)
- تشيب جوبيرا على موقع أول موفي (الإنجليزية)
- تشيب جوبيرا على موقع قاعدة بيانات الفيلم (الإنجليزية)
- تشيب جوبيرا على موقع كينوبويسك (الروسية)